# Dinàmica de poblacions
La dinàmica de poblacions és el camp de les ciències naturals que estudia els canvis que experimenten les poblacions biològiques quant a grandària, dimensions físiques dels seus membres, estructura d'edat, sexe i altres paràmetres que les defineixen, així com els factors que causen aquests canvis i els mecanismes mitjançant els quals tenen lloc.
La dinàmica de poblacions és l'objectiu principal de la biologia matemàtica i de l'ecologia de poblacions. Té gran importància en la gestió dels recursos biològics, en l'avaluació de conseqüències ambientals de les accions humanes i en camps de recerca mèdica relacionats amb les infeccions i la dinàmica de les poblacions cel·lulars.

## Creixement
Totes les espècies biològiques produeixen un nombre de descendents més gran que el necessari per a mantenir la grandària de la població. Aquest és un principi fonamental dins del concepte de selecció natural amb què el darwinisme explica l'evolució biològica en el seu aspecte mecanístic. En absència de limitacions imposades pel medi, el destí natural d'una població és el creixement exponencial. Així ho explicà Thomas Malthus el 1798. En la pràctica, el creixement de la densitat de la població fa aparèixer obstacles a la seva continuïtat, relacionats essencialment amb la progressiva manca de recursos que el creixement provoca. Paral·lelament, el creixement posa en marxa mecanismes intrínsecs de control del creixement.
El creixement de la població és un fenomen biològic i natural que està íntimament lligat amb la característica de la capacitat reproductiva dels éssers vius; és a dir, el fet que una població arribi a saturar una determinada àrea geogràfica amb el temps, a més d'haver esgotat els recursos que aquesta li pot brindar, és una manifestació de la llei natural. En aquest marc, el creixement poblacional es divideix en tres fases: inici o fase d'assentament, interval d'abundància o fase de desenvolupament, i decadència o fase de control.

## Índex intrínsec de creixement
L'índex amb què una població augmenta de grandària en absència de forces reguladores de població que depenen de la densitat es coneix com a índex intrínsec de creixement.
{\displaystyle {\dfrac {dN}{dt}}{\dfrac {1}{N}}=r}
On {\displaystyle dN/dt} és l'taxa de creixement de la població, N és la grandària de la població i r és l'índex intrínsec de creixement. Aquest és, per tant, l'índex màxim teòric de creixement d'una població per individu.

## Models matemàtics comuns

### Creixement de població exponencial
Un creixement exponencial descriu una reproducció no regulada. És un fenomen molt inusual en la naturalesa. En els últims 100 anys, el creixement de la població humana ha estat exponencial. A llarg termini, però, no seria així. Paul Ehrlich i Thomas Malthus cregueren que el ritme de creixement de la població humana portaria a una sobrepoblació i fam a causa de la manca de recursos, ja que pronosticaren que la població humana creixeria a un ritme en què s'excediria l'habilitat que tenen els humans per a trobar aliment. En el futur, els humans serien incapaços d'alimentar grans poblacions. Les assumpcions biològiques del creixement exponencial són que el creixement per capita és constant. El creixement no està limitat per la manca de recursos o depredació.

### Model exponencial simple de temps discret
{\displaystyle N_{t+1}=\lambda N_{t}}
On λ és el creixement per capita en temps discret. Per λ = 1, s'obté una recta lineal i un creixement per capita null. Per λ < 1, l'taxa de creixement per capita disminueix. At λ > 1, s'obté un increment en l'taxa de creixement per capita. Per λ = 0, s'obté l'extinció de l'espècie.

### Creixement exponencial de temps continu
Algunes espècies tenen reproducció contínua.
{\displaystyle {\dfrac {dN}{dT}}=rN}
On {\displaystyle {\dfrac {dN}{dT}}} és l'taxa de creixement de la població per unitat de temps, r és l'índex màxim de creixement per capita, i N és la grandària de la població. Per r > 0, hi ha un increment en l'índex; per r = 0, l'índex és null; per r < 0, l'taxa de creixement per capita disminueix.
At r > 0, there is an increase in per capita growth rate. At r = 0, the per capita growth rate is zero. At r < 0, there is a decrease in per capita growth rate.

### Creixement logístic de poblacions
La regulació de poblacions és un procés que depèn de la densitat de la població. Tant si la densitat de la població és alta o baixa, la dinàmica de poblacions retorna la població al punt d'homeòstasi (punt d'equilibri). Aquest punt es defineix com a K.

#### Model de creixement logístic de temps continu
{\displaystyle {\dfrac {dN}{dT}}=rN{\Big (}1-{\dfrac {N}{K}}{\Big )}}
On {\displaystyle {\Big (}1-{\dfrac {N}{K}}{\Big )}} és la dependència de la densitat, N és el nombre en la població, K és el punt d'homeòstasi. En aquest model logístic, l'taxa de creixement és màxim per 1/2 K i és zero per K. L'índex òptim de collita està a prop d'1/2 K, on la població creix amb màxima rapidesa. Per sobre de K, l'taxa de creixement és negatiu. Els models logístics també mostren dependència de la densitat, és a dir, l'taxa de creixement de població per capita disminueix quan la densitat de la població augmenta. Dependència negativa de la densitat permet que les poblacions que estan per sobre de les seves possibilitats retrocedeixin al punt d'homeòstasi.
Segons la teoria de selecció r/K, els organismes poden estar especialitzats per a un creixement ràpid, o per a una estabilitat a prop del punt d'equilibri.

#### Model de creixement logístic de temps discret
{\displaystyle N_{t+1}=N_{t}+rN_{t}(1-{N_{t}/K})}
Aquest equació fa servir r en lloc de λ perquè l'taxa de creixement per capita és zero quan r = 0. A mesura que r augmenta, hi ha oscil·lacions i caos determinista. El caos determinista consisteix en grans canvis en la dinàmica de poblacions per a r molt petites. Això dificulta la predictibilitat en situacions amb valors alts de r perquè petites petits errors en r resulten en errors massius en la dinàmica de poblacions.

### Exemples de models basats en lògica determinista individual

Model cel·lular d'autòmat d'un ecosistema amb una espècie basat en lògica determinista individual. El model mostra el mecanisme de creixements en forma d'S.
Model cel·lular d'autòmat de competició interespecífica per a un recurs únic i limitat basat en lògica determinista individual. Un mecanisme d'exclusió competitiva d'una espècie per part d'una altra.

## Pesca i vida silvestre
En pesca i gestió de vida silvestre, la població es veu afectada per tres funcions d'índex dinàmiques:
- Taxa de natalitat, sovint reclutament, que significa assolir una grandària o una fase de reproducció determinades. Reflecteix l'edat a la qual els peixos poden ser pescats i comptats en xarxes.
- Taxa de creixement de la població, que mesura el creixement dels individus en grandària i longitud. De rellevància destacada en la pesca, on la població es mesura sovint en biomassa.
- Taxa de mortalitat, que inclou la mortalitat de collita i mortalitat natural. La mortalitat natural inclou depredació no humana, malaltia i vellesa.

Si N1 és el nombre d'individus en l'instant 1, llavors
{\displaystyle N_{1}=N_{0}+B-D+I-E}
On N0 és el nombre d'individus en l'instant 0, B és el nombre d'individus que han nascut, D els que han mort, I els que han immigrat, i E els que han emigrat en l'interval entre els instants 0 i 1. Si mesurem aquests ratios per diversos intervals de temps, podem determinar com canvia la densitat d'una població amb el temps. Immigració i emigració són factors presents, però sovint no comptabilitzats.
Aquests índexs són mesurats per a determinar l'excedent de collita, que és el nombre d'invidus que poden collir-se sense afectar l'estabilitat de la població a llarg termini, o la grandària mitjana de la població. Una collita dins del surplus de collita s'anomena mortalitat "compensatòria", on les morts per collita són substituïdes per les morts que haguessin ocorregut de manera natural. Una collita per sobre del surplus s'anomena mortalitat "additiva", perquè sobrepassa el nombre de morts que haguessin ocorregut de manera natural. Aquests termes no són necessàriament percebuts com a "bo" i "dolent", respectivament, en la gestió de poblacions.